# عبید ریحان
عبید ریحان (انگلیسی: Obaid Raihan؛ زادهٔ ۱۴ اوت ۱۹۸۸) بازیکن فوتبال اهل امارات متحده عربی است.